# すしお
すしお（本名：石崎 寿夫（いしざき としお）、1976年11月5日 - ）は、日本の男性アニメーター、キャラクターデザイナー、イラストレーター。トリガー所属。埼玉県和光市出身。血液型はB型。埼玉県立朝霞西高等学校、代々木アニメーション学院卒業。

## 略歴
代々木アニメーション学院を卒業後、ガイナックスに入社。『新世紀エヴァンゲリオン』第弐拾壱話「ネルフ、誕生」で動画デビューを果たす。同社作品の『まほろまてぃっく』第4話「ハート撃ち抜きます」で初の作画監督を担当し、同年には『サクラ大戦 活動写真』にて連名ながら劇場アニメの作画監督も務めた。劇場版『ONE PIECE』や『おジャ魔女どれみ』シリーズなど東映アニメーション作品にも多く参加している。『キスダム -ENGAGE planet-』では自身初のテレビアニメ作品のキャラクターデザインを務めた。
ガイナックスには長らく主要スタッフとして在籍していたが、2011年に師のような存在である今石洋之らがアニメ制作会社トリガーを設立したのに合わせて退社。同社所属アニメーターとなり、トリガー制作としては初のTVシリーズ作品『キルラキル』のキャラクターデザインを手がける。
作画ではアクションやエフェクトなどを得意とし、その画力は業界内でも注目されている。
2014年、東京アニメアワード2014で、キャラクターデザイン・メカデザイン賞を受賞した。

## 逸話
- 影響を受けたアニメーターとして吉成曜、今石洋之、森久司等を挙げている。特に吉成曜は自らが最も敬愛するアニメーターであると公言しており、その影響も大きい。
- 好きなアニメには『AKIRA』を挙げ、子供の頃から繰り返し模写したという。あまりにもAKIRAを何度も観るので母親から「AKIRA禁止令」が出たほどである。
- 今ではアクションシーンなどを数多く手がけるアニメーターだが、ガイナックス入社当初は、動きに興味が無かった。しかし、ミクロマンでの今石洋之の作画を直に見た事により感銘を受け、動きに興味を持つようになったとのことである。
- 『ONE PIECE』に強くハマっていた時期もあり、初作監を務めた「まほろまてぃっく」4話において、モブキャラの不良がその影響で「ワンピっぽくなってる。」とのこと。
- 『ONE PIECE ねじまき島の冒険』に参加した際には、絵柄がTV版と違い過ぎる事からスタッフと揉めたとのこと。しかし、その件を聞いた細田守は、どんなことがあってもすしおを『ONE PIECE THE MOVIE オマツリ男爵と秘密の島』の作画監督にしようと決めたという。細田守は「すしおさんの絵の方が原作に似ていると思ったし、スタッフともめるくらい原作に愛情を持っていると思ったから。僕はどうしてもすしおさんの『ONE PIECE』を観たかったんだよね。」とも発言している[7]。
- 『天元突破グレンラガン』では、キャラクターの死亡シーンを数多く担当した。TV版ではカミナ、チミルフ、ジョーガン、バリンボー、キタン、ロージェノムの最期のシーンの原画を手掛け、劇場版でも、シトマンドラ、ロージェノム、アンチスパイラルの最期を新たに描いている。他にも、グレンラガンではロージェノムと、彼の機体ラゼンガンの活躍するシーンの多くを手掛け、他のスタッフからは「ロージェノムアニメーター、ラゼンガンアニメーターの名をほしいままにしている。」と言われた[8]。
- ももいろクローバーZに傾倒しており、自身のツイッター上でイラストを多数投稿し、公式でも衣装デザインやミュージックビデオのアニメーションを手がけるなどした。
- 同人活動も行っており、主に自身のイラストや、原画などを掲載している。
- 過去に別名義で本名を名乗るときと石崎すしおがあったが、現在はすしお名義で統一。
- アイドルグループBiSHファンの「清掃員」を公言しており、twitter上では推しメンバーのモモコグミカンパニーをもじって『スシオグミカンパニー』を名乗っている。twitterではBiSHが所属する芸能事務所WACKのアイドルイラストを不定期に公開しており、WACKのオフィシャルグッズのデザインも一部手がけている。]

## 参加作品

### テレビアニメ
- 新世紀エヴァンゲリオン （1995〜1996） 動画（21話ビデオフォーマット版、22話ビデオフォーマット版、23話ビデオフォーマット版、24話ビデオフォーマット版）
- 剣風伝奇ベルセルク （1997〜1998） 原画（19話）
- ジェネレイターガウル （1998） 原画（1話、3話、5話、12話）
- バブルガムクライシス TOKYO 2040 （1998〜1999） 原画（18話、26話）
- 彼氏彼女の事情 （1998〜1999） 原画（1話、3話、4話、6話、8話、11話、19話、22話、24話、26話）、彩色・切り出し（19話）
- 課長王子 （1999） 原画（3話）
- 小さな巨人ミクロマン （1999） 原画（26話、39話、52話）
- それゆけ!宇宙戦艦ヤマモト・ヨーコ （1999） 原画（6話）
- ONE PIECE （1999〜） 原画（256話）
- メダロット （1999〜2000） 原画（14話）
- 今、そこにいる僕 （1999〜2000） 原画（1話）
- おジャ魔女どれみ （1999〜2000） 原画（30話、45話）
- おジャ魔女どれみ♯ （2000〜2001） アイキャッチ、OP原画、原画（40話）
- まほろまてぃっく （2001） 作画監督（4話）、原画（1話、4話）
- サイボーグ009 THE CYBORG SOLDIER （2001〜2002） 原画（31話）
- も〜っと! おジャ魔女どれみ （2001〜2002） OP原画
- デジモンテイマーズ （2001〜2002） テリアモン・レナモン進化バンク
- 藍より青し （2002） OP原画
- アベノ橋魔法☆商店街 （2002） 原画（3話、5話、7話、12話）
- シスター・プリンセス 〜Re Pure〜 キャラクターズ （2002） 原画（6話）
- ぷちぷり*ユーシィ （2002〜2003） 原画（2話、7話、23話）
- OVERMANキングゲイナー （2002〜2003） 原画（14話）
- おジャ魔女どれみドッカ〜ン! （2002〜2003） OP原画、原画（40話、51話）
- PEACE MAKER鐵 （2003） 原画（1話）
- 明日のナージャ （2003〜2004） OP原画
- デ・ジ・キャラットにょ （2003〜2004） 原画（43話）
- 十兵衛ちゃん2-シベリア柳生の逆襲- （2004） 原画（1話）
- おジャ魔女どれみナ・イ・ショ （2004）ED原画
- 蟲師 （2005〜2006） 原画（16話）
- シュガシュガルーン （2005〜2006） 原画（8話（ノンクレジット））
- ガイキング LEGEND OF DAIKU-MARYU （2005〜2006） 原画（13話）
- キスダム -ENGAGE planet- （2007） キャラクターデザイン、エンディング・イメージイラスト
- 天元突破グレンラガン（2007）アイキャッチ（15話）、作画監督（15話）、原画（7話、8話、15話、24話、25話、26話、27話）、第二原画（26話）
- 電脳コイル（2007）第二原画（26話）
- ヤッターマン（2008〜2009）原画（54話）
- ミチコとハッチン（2008） 原画（8話）
- 戦国BASARA（2009）原画（12話）
- 君に届け（2009）OP原画
- ハートキャッチプリキュア!（2010～2011）原画（10話、49話）
- パンティ&ストッキングwithガーターベルト（2010）作画監督(1話Bパート、13話)原画（1話Bパート）
- とある魔術の禁書目録II（2010～2011）原画（24話）
- X-MEN（2011）OP原画
- C（2011）原画（6話）
- 緋弾のアリア（2011）原画（12話）
- THE IDOLM@STER（2011）作画監督（17話）、原画（1話、17話）
- 輪るピングドラム（2011）原画（1話、5話）
- キルラキル（2013）キャラクターデザイン、総作画監督、作画監督（1話）、OPED作画監督
- アイドルマスター シンデレラガールズ（2015）原画（25話）、第二原画（22話）
- ワンパンマン（2015）OP原画
- リトルウィッチアカデミア（2017）原画（3話、7話、9話、12話）、第二原画（18話）
- ダーリン・イン・ザ・フランキス（2018）スタンピードストレリチア設定（1話、2話）、デザインワークス、叫竜設定（3話）、原画（1話、15話）
- SSSS.GRIDMAN（2018）原画（10話、12話）
- BNA ビー・エヌ・エー（2020）作画監督（5話）、原画（1話、5話、11話、12話）
- SSSS.DYNAZENON（2021）第二原画（12話）
- ダンジョン飯（2024）原画（3話、7話、11話、17話）
- 機動戦士Gundam GQuuuuuuX（2025）原画（1話）
- New PANTY & STOCKING with GARTERBELT（2025）キャラクターデザイン（コヤマシゲト、坂本勝と共同）・作画監督・デザインワークス・原画・コンテ協力・[9]

### 劇場アニメ
- 新世紀エヴァンゲリオン劇場版 （1997） 動画
- 人狼 JIN-ROH （2000） 動画
- 映画 おジャ魔女どれみ♯ （2000） 原画
- デジモンアドベンチャー02 ディアボロモンの逆襲 （2001） 原画
- サクラ大戦 活動写真 （2001） 作画監督
- ONE PIECE ねじまき島の冒険 （2001） 原画
- デジモンテイマーズ 暴走デジモン特急 （2002） 原画
- キル・ビル （2003） アニメパート原画
- DEAD LEAVES （2004） 原画
- スチームボーイ （2004） 原画
- ONE PIECE THE MOVIE オマツリ男爵と秘密の島 （2005）キャラクターデザイン、作画監督
- 金色のガッシュベル!! メカバルカンの来襲 （2005） 原画
- ナイスの森〜The First Contact〜 （2006） アニメーションディレクター、原画
- ヱヴァンゲリヲン新劇場版:序 （2007） 原画
- 劇場版 天元突破グレンラガン 紅蓮篇（2008） 原画
- 劇場版 天元突破グレンラガン 螺巌篇（2009） 原画
- ヱヴァンゲリヲン新劇場版:破（2009） 原画
- REDLINE（2010） 原画
- ヱヴァンゲリヲン新劇場版:Q（2012） 原画
- プロメア（2019） 作画監督
- 魔女見習いをさがして（2020）原画
- シン・エヴァンゲリオン劇場版（2021）原画
- グリッドマン ユニバース（2023） 原画

### OVA
- てなもんやボイジャーズ （1999） 原画（4話）
- 太陽の船 ソルビアンカ （1999〜2000） 原画（4話）
- フリクリ （2000〜2001） 原画（1話、2話、3話、4話、5話）
- まかせてイルか! （2004） OP原画
- トップをねらえ2! （2004〜2006） ゲストキャラクターデザイン、メカニック作画監督（1話、5話、6話）、原画（1話、3話（ノンクレジット）、4話、5話、6話）、絵コンテ（6話）、第二原画（1話）

### Webアニメ
- 日本アニメ（ーター）見本市 「I can Friday by day!」（2015）アニメーションキャラクターデザイン、作画監督
- スター・ウォーズ: ビジョンズ「The Twins」（2021）アニメーションディレクター、絵コンテ、原画

### ゲーム
- 雪割りの花』 (1998) 動画
- ワイルドアームズ アドヴァンスドサード（2002）OPアニメ原画

### その他コンテンツ
- CM『テイルズ オブ ザ ワールド なりきりダンジョン2』（2002）アニメ原画
- CM「KIRIN LEMON BLACK モンスターブラックス 逆襲 篇」 (2006) 原画
- アニメ『天元突破グレンラガン』のミュージッククリップ、グレパラ 〜グレンラガン パラレルワークス〜「お前ら全員燃えてしまえっ!!!」 (2008) 原画、第二原画
- アニメ『天元突破グレンラガン』のミュージッククリップ、グレンラガン パラレルワークス2「キタンゼロ」 (2010) 企画、監督、絵コンテ、演出、作画監督、原画
- ももいろクローバーZの楽曲『Z女戦争』 (2012) 衣装原案
- ももいろクローバーZの楽曲『夢の浮世に咲いてみな』 (2015) ミュージックビデオ（アニメーション部分）
- モーモールルギャバンのアルバム『PIRATES of Dr.PANTY』 (2016) ジャケットおよびビジュアルデザイン
- アパレルブランド「AndA」のプロダクトデザイン・パッケージビジュアルおよびプロモーショングッズ (2012〜2013) イラスト
- 書籍「目を合わせるということ」モモコグミカンパニー(BiSH)著 - ブックカバー
- WACK STOREグッズイラスト
- 超空のギンガイアン イメージイラスト
- 東所沢駅 - 改札内のエレベーター用連絡通路に、長さ28メートルに渡る壁画が描かれ、2020年11月6日より公開されている。